# Kyvon Davenport
Kyvon Davenport (Gainesville, 28 agosto 1996) è un cestista statunitense.

## Palmarès
- Coppa d'Ucraina: 1

Budivelnyk Kiev: 2021